# Fools of Fashion
Pour plus de détails, voir Fiche technique et Distribution.
Fools of Fashion est un film muet américain réalisé par James C. McKay, sorti en 1926.

## Synopsis
Mary Young, une jeune femme, est invitée par son amie Enid à faire ses courses chez Madame Francine, où elle rencontre la comtesse de Fragni, une artiste, et M. Norris. Mary, persuadée par Enid, achète un manteau de fourrure cher avec de l'argent qu'elle gagne au poker. Elle accepte de poser pour la comtesse, et son mari, Matthew, la trouve là, de façon imprévue, dans une situation compromettante avec Norris. Joe, le mari d'Enid, soupçonne également sa femme d'infidélité et la suit jusqu'à la maison de la comtesse, où Enid tombe du balcon et se tue. Marie se rend à l'appartement de Norris pour empêcher Matthieu de tuer Norris, et après avoir été convaincu qu'il a été peu généreux avec sa femme, il se repent.

## Fiche technique
- Titre original : Fools of Fashion
- Réalisation : James C. McKay
- Scénario : Sarah Y. Mason, d'après la nouvelle The Other Woman de George Randolph Chester
- Direction artistique : Edwin B. Willis
- Photographie : Faxon Dean, Al M. Green
- Société de production : Tiffany Productions
- Société de distribution : Tiffany Productions
- Pays d'origine :  États-Unis
- Langue originale : anglais
- Format : Noir et blanc  — 35 mm — 1,33:1 — Film muet
- Genre : drame
- Durée : 7 bobines
- Dates de sortie : États-Unis : 1er octobre 1926

## Distribution
- Mae Busch : Enid Alden
- Marceline Day : Mary Young
- Theodore von Eltz : Matthew Young
- Robert Ober : Joe Alden
- Hedda Hopper : Comtesse de Fragni
- Rose Dione : Francine
- James Mack : prêteur sur gages
- Albert Roccardi : William Norris